# عقبة أسعد (حالمين)

تعديل مصدري - تعديل

عقبة اسعد هي إحدى قرى عزلة حبيل الريدة بمديرية حالمين التابعة لمحافظة لحج، بلغ تعداد سكانها 113 نسمة حسب تعداد اليمن لعام 2004.